# Kingaroy
|                       | Jan   | Feb  | Mär  | Apr  | Mai  | Jun  | Jul  | Aug  | Sep  | Okt  | Nov  | Dez   |   |       |
| Mittl. Tagesmax. (°C) | 29,6  | 28,8 | 27,5 | 25,1 | 21,6 | 18,9 | 18,5 | 20,1 | 23,3 | 26,0 | 28,1 | 29,6  | ⌀ | 24,7  |
| Mittl. Tagesmin. (°C) | 17,4  | 17,5 | 15,8 | 12,1 | 8,6  | 5,4  | 4,0  | 4,8  | 7,9  | 11,7 | 14,4 | 16,5  | ⌀ | 11,3  |
|                       |       |      |      |      |      |      |      |      |      |      |      |       |   |       |
| Niederschlag (mm)     | 114,3 | 96,0 | 77,9 | 46,8 | 41,3 | 42,6 | 40,9 | 28,6 | 37,7 | 64,7 | 78,4 | 110,7 | Σ | 779,9 |
|                       |       |      |      |      |      |      |      |      |      |      |      |       |   |       |
| Regentage (d)         | 9,7   | 9,3  | 8,6  | 5,9  | 5,8  | 5,5  | 5,3  | 4,4  | 4,7  | 6,8  | 7,7  | 9,1   | Σ | 82,8  |

| 17,4 |

| 17,5 |

| 15,8 |

| 12,1 |

| 8,6 |

| 5,4 |

| 4,0 |

| 4,8 |

| 7,9 |

| 11,7 |

| 14,4 |

| 16,5 |

| 17,4 |

| 17,5 |

| 15,8 |

| 12,1 |

| 8,6 |

| 5,4 |

| 4,0 |

| 4,8 |

| 7,9 |

| 11,7 |

| 14,4 |

| 16,5 |

Kingaroy ist eine landwirtschaftlich geprägte Stadt im ländlichen Queensland, Australien. Sie liegt etwa 220 Kilometer nordwestlich der Hauptstadt Brisbane, 150 Kilometer nördlich von Toowoomba und 140 Kilometer westlich von Gympie. Kingaroy hat etwa 10.100 Einwohner und ist Sitz des South Burnett Regional Council.
Die Gegend um Kingaroy wurde erstmals 1843 besiedelt. Die erste Siedlung wurde Taabinga genannt und war zunächst nur eine Farm für Schafzucht. Das heutige Kingaroy wurde erst 1904 gegründet, nachdem eine Eisenbahnlinie von Theebine aus in die Gegend gebaut wurde. Das Wort Kingaroy kommt aus der Sprache der Aborigines und bedeutet Rote Ameise.
Kingaroy liegt an der Kreuzung des Bunya Highway, welcher aus südwestlicher Richtung von Dalby her führt, und des D’Aguilar Highway, welcher aus südöstlicher Richtung von Caboolture nach Kingaroy führt.
In Australien ist Kingaroy vor allem als The Peanut Capital of Australia (Erdnuss-Hauptstadt Australiens) bekannt. In Kingaroy gibt es die größte Fabrik zur Verarbeitung von Erdnüssen in Australien. Schon von weitem sichtbar und gewissermaßen Wahrzeichen der Stadt sind drei riesige Silos, in denen die Erdnüsse gelagert werden. Seit in den 1990er Jahren die Zahl und Dauer von Dürren und Trockenheit immer mehr zunahm ging die Erdnussproduktion jedoch mehr und mehr zurück. Viele Farmer sind seither auf den Anbau von Wein umgestiegen und inzwischen gibt es zahlreiche Weingüter in der Umgebung und eine große Abfüllanlage in Kingaroy.
Kingaroy wurde bekannt als Heimatstadt des früheren Premierministers von Queensland, Sir Joh Bjelke-Petersen, welcher von 1968 bis 1987 im Amt war.
Heute gibt es in Kingaroy jährlich mehrere Festivals, von denen das Wine and Food in The Park Festival und das Kingaroy Peanut Festival zu den bekanntesten zählen.
Zuletzt erlangte Kingaroy im Oktober 2007 traurige Bekanntheit, als es aufgrund der langanhaltenden Trockenheit der erste Ort in Australien war, der mit Beschränkungen der Stufe 7 zur Wassernutzung belegt wurde. In Queensland ist dies die höchste Stufe der Beschränkungen, welche den Gebrauch von Wasser außerhalb von Häusern zur Bewässerung des Gartens oder der Autowäsche generell verbietet.

## Söhne und Töchter der Stadt
- Colin Petersen (1946–2024), Schauspieler und Musiker
- Warren Truss (* 1948), Politiker
- Matthew Hayden (* 1971), Cricket-Nationalspieler
- Taliqua Clancy (* 1992), Beachvolleyballspielerin